# Legile cerealelor
Legile cerealelor (Corn Laws) au fost un sistem de taxe vamale și restricții comerciale aplicate importurilor de alimente și cereale care a funcționat în Regatul Unit între anii 1815 și 1846. Aceste legi au fost concepute pentru păstrarea la un nivel ridicat al prețurilor produselor alimentare și favorizarea producătorilor naționali, ele reprezentând un exemplu de mercantilism. Legile cerealelor impuneau texte de import mari, care făceau ca importurile de cereale să fie prea scumpe, chiar și atunci când stocurile naționale erau la un nivel foarte scăzut. 
Legile cerealelor maximizau profiturile și puterea politică a celor din clasa moșierilor. Aceste legi au provocat creșterea prețurilor la alimente și costul vieții pentru oamenii de rând din Regatul Unit și a împiedicat creșterea altor sectoare economice britanice, prin reducerea puterii de cumpărare a maselor.
Aceste legi au devenit o țintă de luptă pentru grupurile urbane de opoziție, care aveau mult mai puțină influență politică decât proprietarii de pământ. Primii doi ani ai Marei foamete irlandeze din 1845–1852 au pus acut problema liberalizării importurilor. Premierul conservator Sir Robert Peel a reușit să abroge Legile cerealelor cu ajutorul politicienilor Whigs din Parlament, înfrângând opoziția din partea celor mai mulți membri ai propriului partid. 
Istoricii economici consideră că abrogarea Legilor cerealelor ca o schimbare decisivă spre comerțului liber în Marea Britanie, cauză pentru care luptat nou înființata publicație Economist.

## Originile
Cerealele, care erau nu doar o sursă de hrană, dar și o marfă importantă, au fost subiectul unor dezbateri îndelungate și reglementări guvernamentale – cei din dinastia Tudor au emis legi împotriva speculei cu cereale, iar cei din dinastia Stuart  au introdus controlul operațiunilor de import-export. Importurile au fost reglementate încă din anul 1670; iar, în 1689, exportatorii au primit subvenții pentru exportul de secară, malț și grâu (toate fiind clasificate ca „cereale” în acele timpuri, importul acestor mărfuri fiind). În 1773, Legea Britanică a Cerealelor (13 Geo. III, c. 43) a eliminat controlul elisabetan asupra speculațiilor cu cereale, dar a interzis în același timp exporturile și a permis importul atunci când prețul depășea 48  șilingi pe bushel (36,36 l) (acest aranjament fiind un compromis între interesele producătorilor și consumatorilor). Chestiunea a rămas una disputată în ultimul deceniu al secolului al XVIII-lea,  pentru ca în 1791 și 1804 să fie emise amendamente la legea din 1773, care favorizau producătorii.
În 1813, Comitetul Camerei Comunelor a recomandat excluderea cerealelor cultivate în străinătate până în momentul în care prețul cerealelor cultivate în regat creștea la 80 șilingi (4£ - echivalentul a 240 £ în 2016) pe quarter (8 bushel, 282 litri) – adică echivalentul în zilele noastre a aproximativ 1.102 £ pe tona de grâu. Economistul politic Thomas Malthus considera că acesta este un preț corect și că pentru Marea Britanie ar fi fost periculos să se bazeze pe importurile de cereale, deoarece importurile la prețuri reduse ar fi redus veniturile lucrătorilor agricoli, iar producătorii industriali ar fi fost în pierdere la rândul lor datorită scăderii puterii de cumpărare a moșierilor și fermierilor mici.
Odată pacea care a urmat încheierii războaielor napoleoniene din 1815, prețul cerealelor a scăzut, iar guvernul Tory condus de Lord Liverpool a emis Legea cerealelor din 1815, prin care prețul pâinii era menținut la niveluri ridicate. Ca urmare, în Londra au izbucnit revolte violente.
În 1816, cunoscut ca „Anul fără vară” (fenomen cauzat de erupția vulcanului de pe Mount Tambora  de pe 10 aprilie 1815 din Indonezia, la care s-au adăugat efectele altor patru erupții precedente) a provocat foametea prin reducerea dramatică a recoltelor. Prăbușirea condițiilor de trai și criza alimentară au dus la revolte. Dar prețul maxim de 80 de șilingi pe quarter (~1,1 l)  pentru cerealele interne a fost atât de ridicat, încât între 1815 și 1848 nu a fost atins niciodată. David Ricardo a apărat în această perioadă comețul liber, care ar fi permis regatului să își folosească capitalul, iar populației i-ar fi deschis posibilități noi în schimburi avantajoase.

## Opoziția

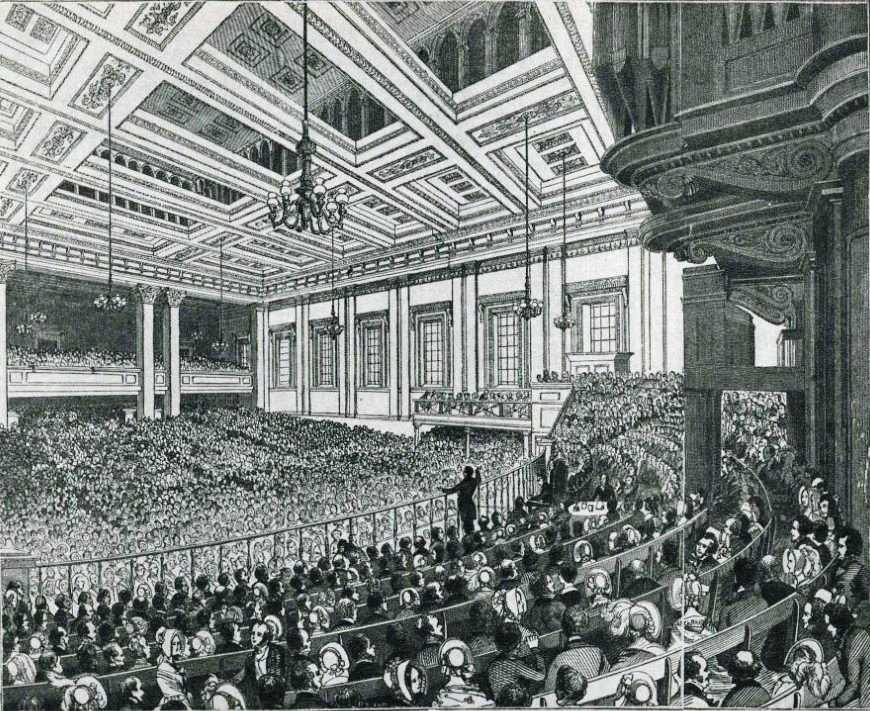
O întrunire a Ligii Împotriva Legii Cerealelor din Exeter Hall în 1846

În 1820, „Petiția Comercianților” scrisă de Thomas Tooke a fost depusă în Camera Comunelor. Petiția cerea instituirea comerțului liber și eliminarea tarifelor protecționiste. Primul ministru, Lord Liverpool, care a pretins în mod fals că este în favoarea comerțului liber, a blocat petiția. El a argumentat fățarnic că restricțiile prea complicate împiedică anularea legilor protecționiste. El a adăugat că dominația economică britanică a crescut în ciuda, nu datorită sistemului protecționist. În 1821,  președintele Comisiei de Comerț, William Huskisson, a redactat un raport al Comitetului Camerei Comunelor prin care recomanda reîntoarcerea la comerțul „practic liber” din perioada de până în 1815.
Legea importurilor din 1822 a stabilit că cerealele pot fi importate doar când prețul din producția internă crește la 80 șilingi (4 £) pe quarter, dar importul trebuie interzis când prețul scade sub 70 șilingi pe quarter. După aprobarea acestei legi, prețul cerealelor nu a mai crescut la 80 de șilingi până în 1828. În 1827, marii cultivatori au respins propunerile lui Huskisson pentru prețuri ajustabile și, anul următor, Huskisson și noul premier, Ducele de Wellington, au conceput un nou sistem de prețuri ajustabile pentru Legea Importului de Cereale din 1828. Prin această lege, când prețul cerealelor interne era de 52 șilingi (2 £ 60 penny) pe quarter sau mai puțin, taxele de import aveau să fie de 1 £ 73 penny, iar când prețul creștea la  3£ 65p, taxele trebuia să scadă la 1 șiling.

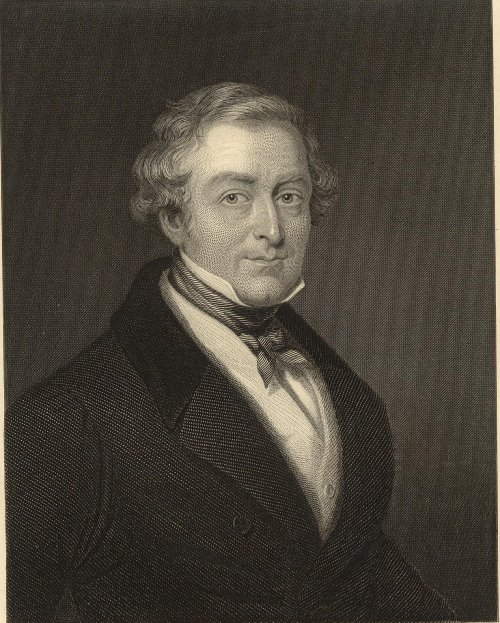
Robert Peel a devenit premier conservator în 1841, iar guvernul lui a reușit să anuleze tarifele de import

Guvernele Whig, care au fost la putere în cea mai mare parte între anii 1830 – 1841, au decis să nu abroge Legile cerealelor. Cu toate acestea, parlamentarul Whig liberal Charles Pelham Villiers a propus o moțiune pentru abrogare Camerei Comunelor în fiecare an din 1837 până în 1845. în 1842 majoritatea împotriva abrogării a fost de 303; până în 1845 aceasta căzuse până la 132. Deși votase împotriva abrogării legii până în 1845, Robert Peel a votat în favoarea ei în 1846. În 1853, când Villiers a fost numit consilier privat, The Times afirma că „domnul Charles Villiers a fost cel care a creat practic mișcarea de liber schimb”. 
În 1838, Villiers a vorbit la o adunare a 5.000 „bărbați ai clasei muncitoare” în Manchester. În 1840, Comitetul pentru Taxele de Import condus de Villiers a publicat o „carte albastră” în care sunt examinate efectele Legii Cerealelor. Zeci de mii de copii au fost tipărite sub formă de broșură de către Liga Împotriva Legii Cerealelor, care fusese fondată în 1838. Acest document a fost citat în cele mai importante ziare, a fost tipărit în America și publicat în formă prescurtată în The Spectator.
După alegerile generale din Regatul Unit din 1841,  Robert Peel a devenit prim-ministru, iar Richard Cobden, un susținător important al comerțului liber, a fost ales pentru prima oară în Parlament. Peel studiase lucrările lui Adam Smith, David Hume și David Ricardo și declarase în 1839: „Am citit tot ceea ce a fost scris de cele mai serioase autorități în domeniul economiei politice cu privire la subiectul chiriei, salariilor, taxelor și impozitării”. Cu toate aceste, el a votat împotriva abrogării Legii Cerealelor în fiecare an din 1837 până în 1845. În 1842, ca răspuns la cartea albastră publicată de comitetul lui Villiers, Peel a oferit modificat tabelele prețurilor ajustabile. În 1842, colegul conservator al lui Peel, Monckton Milnes a afirmat în momentul în care premierul aproba aceste reduceri, că Villiers era „Robinson Crusoe stând singuratic pe stânca abrogării Legii Cerealelor”. 
Istoricul Asa Briggs a apreciat că Liga Împotriva Legii Cerealelor a fost o cruciadă morală, vastă, a clasei de mijloc din întreaga țară cu o viziune utopică. Unul dintre cei mai importanți apărători ai Ligii, Richard Cobden, a promis că abrogarea avea să rezolve simultan patru mari probleme: 
În primul rând, ar garanta prosperitatea producătorului, oferindu-i debușeuri pentru produsele sale. În al doilea rând, ar ușura problema stării Angliei prin ieftinirea prețului alimentelor și asigurarea unui loc de muncă mai reglementat. În al treilea rând, ar contribui la creșterea eficienței agriculturii engleze prin stimularea cererii pentru produsele sale în zonele urbane și industriale. În al patrulea rând, ar introduce prin intermediul comerțului internațional reciproc avantajos o nouă eră a prieteniei și păcii internaționale. Singura barieră în calea acestor patru soluții benefice a fost propriul interes ignorant al moșierilor, „oligarhia de impozitare a pâinii, lipsită de principii, haină, lacomă și jefuitoare”.
Marii proprietari funciari au pretins că industriașii precum Cobden doreau să ieftinească alimentele pentru ca să reducă salariile și să își crească profiturile, această opinie fiind împărtășită și de chartiști. Karl Marx avea să scrie: „Ei porniseră campania pentru abrogarea Legilor cerealelor și, pentru a învinge, aveau nevoie de ajutorul muncitorilor! Ei au făgăduit deci nu numai o pâine de două ori mai mare, ci și adoptarea legii cu privire la ziua de muncă de zece ore în împărăția de o mie de ani a comerțului liber”. 
Liga Împotriva Legii Cerealelor a manifestat pașnic pentru abrogarea. Membrii ligii au sponsorizat scriitori precum William Cooke Taylor să călătorească în regiunile industriale din  nordul Angliei și să cerceteze problema prețurilor. Taylor a publicat o serie de cărți care prezentau punctul lui de vedere de susținător al abrogării Legii Cerealelor, cele mai cunoscute fiind  The Natural History of Society (1841), Notes of a tour in the manufacturing districts of Lancashire (1842), și Factories and the Factory System (1844). Cobden și membrii Ligii credeau că alimentele ieftine ar fi echivalat cu creșterea salariului real, iar Cobden a afirmat într-un discurs adresat muncitorilor: 

Când comisioanele sunt ridicate, oamenii au de plată așa de mult pentru ele încât le rămâne puțin sau deloc pentru cumpărarea hainelor; și când au puțini bani pentru cumpărarea de haine, sunt vândute puține haine; când sunt vândute puține haine, sunt prea multe de vânzare și sunt foarte ieftine; iar atunci când sunt foarte ieftine, nu se poate plăti prea mult pentru a le face: și, prin urmare, salariile muncitorilor din industria prelucrătoare sunt reduse, fabricile sunt închise, afacerile sunt distruse și suferință generală este răspândită în țară. Dar când, ca în  momentul de față, omul muncitor mai are rămași în buzunar acei 25 de șilingi , el cumpără mai multe haine cu ei, (și de asemenea, mai multe articole de confort), iar aceasta crește cererea pentru ele, iar o mai mare cerere ... le crește prețul, iar creșterea prețului asigură omului muncitor primirea unui salariu mai mare și proprietarilor profituri mai bune. Acest lucru, prin urmare, este modul în care dovedesc că acumulările mari fac salarii mai mici, iar cele ieftine fac salarii mai mari.
Revista The Economist a fost  înființată în septembrie 1843 de politicianul James Wilson cu sprijinul Ligii Împotriva Legii Cerealelor. Ginerele lui, Walter Bagehot, avea să devină mai târziu editorul revistei. 

## Opoziția neîncetată la propunerea de abolire
În februarie 1844, ducele de Richmond a inițiat „Societatea Centrală de Protecție Agricolă” (CAPS, cunoscut cu numele „Anti-liga”) care activa pentru menținerea Legii Cerealelor. 
În 1844, susținerea legilor a scăzut datorită unor recolte bune. Situația s-a schimbat în 1845, când recoltele au fost slabe, iar în Irlanda a izbucnit Marea Foamete.  În Anglia, condițiile de viață s-au înrăutățit în mod dramatic, iar în Irlanda a fost afectată de foamete. Peel a cerut în cadrul ședințelor guvernului ca tarifele vamale pentru importurile de cereale să fie anulate prin decret guvernamental  până când  parlamentul va dezbate oportunitatea abrogării Legilor cerealelor. Miniștrii cabinetului britanic s-au opus însă unei asemenea hotărâri. La scurtă vreme după aceea, liderul partidului Whig John Russell s-a pronunțat în favoarea abrogării respectivelor legi.
Pe 4 decembrie 1845, The Times a publicat un articol în care anunța că guvernul a decis să convoace Parlamentul în ianuarie 1846 pentru abrogarea Legilor cerealelor. Lord Stanley a demisionat din guvern în semn de protest. A doua zi, Peel a demisionat deoarece nu a reușit ca premier să își pună în practică programul politic, iar regina Victoria l-a desemnat pe Russell să formeze noul guvernul. Russell i-a oferit lui Cobden postul de vicepreședinte al Consiliului de Comerț, dar acesta din urmă a refuzat, preferând să rămână un apărător al comerțului liber din afara aparatului guvernamental.  Până pe 20 decembrie, Russell nu a reușit să formeze un guvern, iar Peel a rămas astfel premier. 
După începerea sesiunii parlamentare, CAPS a început campania pentru apărarea Legilor cerealelor. În  comitatele rurale,  CAPS a înlocuit practic asociațiile conservatoare locale, iar în multe regiuni fermierii independenți s-au opus cel mai puternic la abolirea legii.

## Abolirea Legilor cerealelor
În 1845 și 1846, primii doi ani ai Marii foamete din Irlanda, criza aprovizionării cu alimente a cea mai profundă. Primul ministru Peel a cerut abolirea Legilor cerealelor în ciuda opoziției celei mai mari părți a propriului partid conservator. Liga Împotriva Legilor cerealelor a jucat un rol minor în aprobarea legilor, dar se consideră că a deschis calea pentru abolire prin agitația făcută, deși în timpul dezbaterilor și votului a fost o forță marginală. Pe 27 ianuarie 1846, Peel a prezentat planurile guvernului său. Al a spus că Legile cerealelor avea să fie abolite pe 1 februarie 1849, după trei ani de reduceri graduale a tarifelor vamale, lăsând o taxă de doar 1 șiling pe quarter. Benjamin Disraeli și George Bentinck s-au dovedit cei mai importanți oponenți ai abolirii acestor legi în timpul dezbaterilor parlamentare, ei aducând ca principal argument slăbirea clasei marilor proprietari atât din punct de vedere social cât și politic, ceea ce ar fi dus la distrugerea „structurii teritoriale” a Marii Britanii prin aducerea în prim plan a intereselor comerciale.
La cea de-a treia lectură a propunerii legislative a lui Peel („Bill of Repeal” sau „Importation Act”) de pe 15 mai, deputații au aprobat-o cu 327 voturi pentru și 229 împotrivă (cu o majoritate de 98). Pe 25 iunie, ducele de Wellington i-a convins și pe membriiCamerei Lorzilor să voteze legea. În aceeași zi, Legile Protecției Persoanelor și Proprietăților a fost respinsă în Camera Comunelor cu 292 voturi pentru și  219 împotrivă de „o combinație de Whigs, Radicali și protecționiști Tory.”  Acest eșec l-a forțat pe Peel să demisioneze din funcția de prim ministru. În discursul de demisie, el a atribuit succesul abolirii Legii cerealelor lui Cobden.
Ca urmare, a avut loc o sciziune în rândurile conservatorilor, iar Whigs a format guvernul,  cu Russell premier. Conservatorii care i-au rămas loiali lui Peel au fost numiți Peelite și în rândurile lor s-au numărat George Hamilton-Gordon și William Ewart Gladstone. În 1859,  Peelite s-au unit cu Whig și Radicalii și au format Partidul Liberal. Disraeli a devenit liderul general conservator în 1868. După ce a fost numit prim-ministru, el nu încercat însă să revină la politicile comerciale protecționiste. 

## Motivele lui Peel
Cercetătorii au avansat câteva explicații pentru a rezolva întrebării legate de decizia aparent irațională  a lui Peel de a-și sacrifica guvernul pentru a abroga Legea Cerealelor, o hotărâre împotriva căreia luptase mult timp până atunci. 
Lusztig (1995) susține că acțiunile sale au fost luate în considerare în contextul preocupării sale pentru păstrarea guvernării aristocratice și a unui privilegiu limitat în fața amenințărilor unor tulburărilor populare. Peel a fost preocupat în primul rând de păstrarea instituțiilor guvernamentale și a considerat reforma ca un rău necesar ocazional pentru a exclude posibilitatea unor acțiuni mult mai radicale sau mai violente. El a acționat pentru deține controlul asupra extinderii democrației prin ameliorarea condițiilor care ar putea provoca agitație democratică. De asemenea, el a avut grijă să se asigure nicio concesie nu va reprezenta o amenințare pentru constituția britanică.
Potrivit istoricului economic Douglas Irwin, Peel a fost influențat de ideile economice modificarea poziției sale de la protecționism la comerțul liber în agricultură: „Ideile economice, iar nu presiunea intereselor, au fost esențiale pentru modificarea poziției lui Peel în favoarea abrogării Legilor cerealelor” 

## Efectele abrogării
Prețul grâului în următoarele două decenii după 1850 s-a situat în medie la 52 șilingi pe quarter. Llewellyn Woodward a susținut că taxele ridicate la cereale nu au contat foarte mult pentru că, atunci când agricultura britanică a suferit de recolte proaste, acest lucru era valabil și pentru recoltele din străinătate, astfel încât prețul cerealelor importate fără taxă nu ar fi fost mai mic. Până la urmă, amenințarea la adresa agriculturii britanice a apărut aproximativ douăzeci și cinci de ani de la abrogare datorită dezvoltării unor transporturi navale mai ieftine (atât a celor cu pânze, cât și cele cu abur), transporturi mai rapide și mai ieftine pe calea ferată și cu vapoare și modernizarea mașinilor agricole. Astfel, fermele din preria nord-americană puteau să exporte mari cantități de cereale ieftine, la fel și fermele țărănești din Imperiul Rus, care foloseau metode mai simple, dar forță de muncă mai ieftină. Toate țările cultivatoare de grâu au decis să crească tarifele de import, cu excepția Marii Britanii și a Belgiei.
În 1877, prețul grâului britanic a avut un preț mediu de 56 șilingi și 9 pence pentru un quarter, iar pentru restul anilor secolului nu a avut o variație mai mare de 10 șilingi.  În 1878, prețul a scăzut la 46 șilingi și 5 pence. În 1886, prețul grâului a scăzut la 31 shillings pentru un quarter. Până în 1885, suprafața cultivată cu grâu a scăzut cu un milion de acri (4.000 km², adică cu 28 ½ %), iarsuprafața cultivată cu orz a scăzut la rândul ei foarte mult. Dependența britanică de cerealele importate în primele patru decenii ale secolului al XIX-lea a fost de 2%, în următoarele două de 24%, iar pentru ultimele decenii a fost de 45% (în cazul grâului de 65%). Recensământul populației britanice din 1881 a arătat o scădere cu 92.250 a numărului muncitorilor agricoli în ultimii zece ani, cu o creștere cu 53.496 a muncitorilor urbani. Mulți dintre muncitorii de la orașe fuseseră mai înainte muncitori în ferme care au migrat în orașe în căutarea unor locuri de muncă, în ciuda faptului că salariile din agricultura britanică erau mai mari decât cele din Europa. Contribuția agriculturii la venitul național a fost de aproximativ 17% în 1871; până în 1911 aceasta scăzuse la mai puțin de 7%.
Robert Ensor a scris că acești ani au fost martorii ruinării agriculturii britanice „care până atunci aproape că condusese lumea, [și care] a fost aruncată peste bord în furtună ca o încărcătură nedorită” datorită „invaziei bruște și copleșitoare ... a grâului american de la începutul anilor șaptezeci”.  Anterior, agricultura a angajat mai mulți oameni în Marea Britanie decât orice altă industrie și, până în 1880, „a păstrat un soi de rol conducător”, cu tehnologia sa cu mult înaintată decât majoritatea agriculturii europene, cu rasele de vite superioare, cele mai științifice metode de cultivare și cu randamentele lor cele mai înalte, cu salarii mari care aduceau un nivel de trai mai ridicat pentru lucrătorii agricoli în comparație cu cei din țările europene. După 1877, salariile au scăzut și „fermierii s-au scufundat în dificultăți financiare în continuă creștere, falimentele și licitațiile au urmat unele după celelalte, iar zona rurală a pierdut persoanele cele mai respectate”, cu cei care au avut grija de pământ cu cea mai mare mândrie și conștiință suferind cel mai mult, de vreme de singura șansă de supraviețuire venea odată cu scăderea standardelor. „Pentru douăzeci de ani”, susține Ensor, „singura șansă pentru orice persoană tânără sau întreprinzătoare din mediul rural era să plece”. Declinul agriculturii a determinat, de asemenea, o scădere a chiriilor rurale, în special în zonele cu teren arabil. În consecință, moșierii, care până în 1880 au fost cea mai bogată clasă din națiune, au fost detronați din această poziție. După ce și-au pierdut puterea economică, a urmat pierderea puterii politice.
Primul ministru, de la vremea respectivă, Disraeli, care fusese odată un susținător ferm al Legilor cerealelor, prevăzuse ruinarea agriculturii în cazul abrogării lor. Cu toate acestea, spre deosebire de majoritatea guvernelor europene, guvernul său nu a reintrodus tarifele importul de cereale pentru salvarea fermele și fermierilor britanici. În ciuda solicitărilor din partea marilor proprietari agricoli pentru reintroducerea Legilor cerealelor, Disraeli a răspuns că problema a fost rezolvată și că protecționismul nu mai era o soluție. Ensor a susținut că diferența dintre Marea Britanie și statele de pe contentul europeana fost aceea că în cazul  celor din urmă țăranii erau recrutați în armată. În cazul Marii Britanii, unde armata nu era obligatorie, această condiție nu era aplicabilă. El a susținut de asemenea că Marea Britanie și-a bazat viitorul pe continuarea existenței ca „atelier al lumii”, ca principala națiune industrială. Istoricul Robert Blake a considerat că Disraeli a fost împiedicat să reintroducă politica protecționistă datorită clasei muncitoare urbane, care se bucura de alimente ieftine importate într-o perioadă de depresie industrială și de șomaj în creștere. După ce Disraeli le acordase drepturi electorale muncitorilor industriali  în 1867, voturile celor din clasa muncitoare urmau să fie cruciale în alegerile generale și el nu avea de loc de gând să le piardă.
Deși fermierii experimentați, care dețineau terenuri bune, s-au descurcat bine, agricultorii cu abilități mediocre sau terenuri mai slabe au fost dezavantajați. Mulți s-au mutat în orașe, iar un număr fără precedent dintre aceștia a emigrat. Mulți emigranți erau mici fermieri de cereale subcapitalizați, care au fost ruinați de prețurile scăzute și incapacitatea de creștere a producției sau de adaptare la provocările mai complexe ale creșterii animalelor.
Modele similare au fost dezvoltate în Irlanda, unde producția de cereale a fost bazată mai mult pe munca manuală. Reducerea prețului cerealelor a redus la scăderea de forță de muncă în agricultură în Irlanda și a dus la scăderea producției orz, ovăz și grâu. Aceste schimbări au avut loc simultan scăderea forțe de muncă disponibile prin emigrare și creșterea salariilor la niveluri pe care micii fermieri nu și le permiteau să le plătească.
Faptul că Marea Britanie se baza pe alimentele importate au dus la apariția pericolului ca populația să sufere de foame în timp de război. În 1914, Marea Britanie era dependentă de importuri pentru 80% din nevoia de grâu și 40% din cea de carne. În timpul primei conflagrații mondiale, germanii au încercat prin intermediul campaniei de atacuri submarine să se folosească de dependența britanicilor de importurile de alimente pentru înfometarea lor. În cel de-al doilea război mondial, Germania a încercat din nou, în Bătălia Atlanticului, să înfometeze Marea Britanie, ceea ce iarăși nu le-a reușit.